# Tsepinite-Ca
La tsepinite-Ca è un minerale.